# Любекский собор
Собор Святого Николая (нем. Lübecker Dom) — лютеранский храм в центральной части немецкого города Любека, одно из первых крупных сооружений кирпичной готики в Балтийском регионе.

## Легенда
По легенде в VIII веке Карл Великий на охоте в Саксонском герцогстве долгое время преследовал крупного оленя. Поймав оленя, Карл не смог его убить и отпустил, повесив ему на рога золотую цепочку.
Спустя четыреста лет венды и саксы обратились в христианство, а на охоту отправился Генрих Лев. Углубившись в размышления, он удалился от своей свиты. Генрих задумал возвести в Любеке церковь, но у него не хватало на это средств. Тут Генриху явился огромный олень с брильянтовым крестом в рогах. Генрих посчитал это знаком от Господа и прицелился. Убив животное, Генрих снял с его рогов крест, и в ту же минуту олень поднялся и исчез в лесу. Теперь у Генриха Льва было достаточно денег, чтобы начать строительство церкви, и он сам заложил её первый камень. Этот камень был положен на месте, где протекал святой для язычников ручей. Ручей и сейчас пытается освободиться от этого груза, поэтому и покосились башни собора.

## История
В 1160 году епископ Герольд перенёс столицу своего епископства из Ольденбурга в Любек. В 1173 году основатель Любека Генрих Лев выступил заказчиком строительства в городе кафедрального собора Любекского епископства. Как епископальная церковь она посвящена Иоанну Крестителю, а как приходская — св. Николаю.
Появившийся к 1230 году собор в романском стиле был перестроен в 1266—1335 гг. в готическую зальную церковь: боковые нефы были подняты до высоты среднего нефа (приблизительно на 20 м). В середине XIV века при епископ Генрих II Боххольт потратил 28 тысяч марок на возведение восточных хоров в готическом стиле, за счёт которых здание увеличилось в длину вдвое. В центре хоров под латунной надгробной плитой (предположительно работы Ганса Апенгетера) находится могила епископа. Граница между двумя частями собора видна с первого взгляда: ранняя часть сооружения опирается на массивные прямоугольные опоры, а поздняя — на более стройные круглые готические колонны.
До Реформации соборный капитул подчинялся исключительно епископу, после неё и до 1803 года собор находился в совместной собственности города и капитула, а после упразднения капитула перешёл в собственность города.
В течение многих веков Любекский собор подвергался воздействию неблагоприятных условий прибалтийской природы. В 1611 году пришлось заменить крышу северной башни, в 1648 году оторвало флюгер, а к 1766 году были снесены ветхие малые боковые башни.
В ночь вербного воскресенья с 28 на 29 марта 1942 года во время бомбардировки Любека, разрушившей пятую часть исторического центра города, несколько бомб упало в непосредственной близости от собора и вызвали обрушение восточной части сводов хора на главный алтарь 1696 года. Пожар в соседних помещениях собора, занятых музеем, перекинулся на стропила. К середине дня обрушились башни, орган работы Арпа Шнитгера и его помощника Ганса Гантельмана стал добычей пожара. Однако большую часть внутреннего убранства (триумфальный крест и практически все средневековые створчатые алтари) удалось спасти. Уже после войны в 1946 году незакреплённый фронтон северного поперечного нефа рухнул на притвор, почти полностью разрушив его.
Средневековый клуатр в южной части церкви соединяет её с Музеем природы и окружающей среды Любека и Архивом ганзейского города Любека.

## Восстановление после 1945 года
Восстановление собора продлилось несколько десятилетий, поскольку приоритет был отдан реконструкции Церкви Святой Марии. Сначала была проведена реставрация башен и восточного фасада церкви, затем были восстановлены восточные хоры и, наконец, придел с северной стороны собора. Восстановление собора было завершено в 1982 году.
Вопрос восстановления шнитгеровского органа рассматривался в 2002 году. Несмотря на то, что по заключению специалистов это не представляет технических сложностей, но не представляется необходимым с точки зрения охраны памятников архитектуры, в связи с чем был принят к разработке проект нового органа, который бы воспроизводил звучание исторического органа и его внешний облик, но по сути являлся бы самостоятельным архитектурным элементом собора XXI в. Орган, спроектированный гамбургским архитектором Бернардом Хирше, будет установлен в соборе в 2008 году.
По своим размерам Любекский собор меньше церкви Св. Марии, как и было задумано изначально городским муниципалитетом в ходе средневековой борьбы за власть между городским муниципалитетом и церковью.

## Убранство собора
По богатству своего убранства Любекский собор занимает второе место среди любекских церквей после церкви Св. Марии. Художественный интерес представляют каменные саркофаги любекских епископов в погребальных капеллах собора; среди прочих там покоится дед Екатерины II.
В центре главного нефа собора (длина 130 метров) находится 17-метровый триумфальный крест любекского художника Бернта Нотке. Донатором креста, установленного в соборе в 1477 году, выступил любекский епископ Альберт II Круммендик, увековеченный в кресте рядом с Марией Магдалиной, моделью для которой послужила согласно легенде конкубина епископа. Атрибуция креста художнику состоялась лишь в XX веке.
В 1477 году, одновременно с крестом, по заказу любекского бургомистра Андреаса Гевердеса Бернт Нотке создал деревянную резьбу леттнера по образцу Магдебургского собора в родном городе Гевердеса. Астрономические часы в южной части леттнера датируются 1628 годом. В соборе находится бронзовая купель работы Лоренца Грове 1455 года.
Хотя после Второй мировой войны знаменитый алтарь Ханса Мемлинга из капеллы Гревераде в северном боковом нефе переместился в экспозицию средневекового отдела Музея истории искусства и культуры в любекском монастыре Св. Анны, в соборе осталось много других достойных внимания алтарей.